# Brigadier Gérard

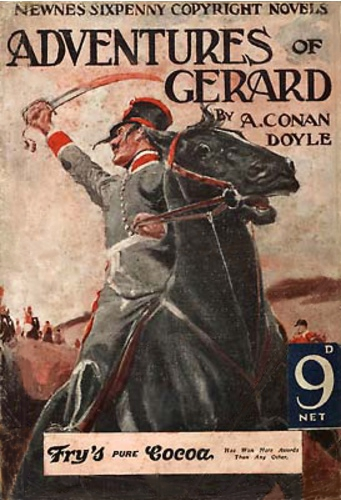
Le brigadier Gérard incarne le chauvinisme français.

Le brigadier Gérard est le héros d'une série de nouvelles historiques de l'écrivain britannique Arthur Conan Doyle. Cavalier et sabreur émérite, mais « fonceur » et cocardier jusqu'à la caricature, il se sort indemne de mésaventures invraisemblables. Le cycle romanesque du brigadier Gérard donne l'occasion à Conan Doyle d'opposer les divers caractères nationaux de l'Europe (anglais, russes, résistants allemands et espagnols) pendant l'épopée napoléonienne.

## Modèles du personnage
Pour créer son personnage, Conan Doyle se serait inspiré principalement de deux généraux d'Empire français : François Joseph Gérard et Marcellin Marbot.

## Biographie
Gérard adopte dans ses récits le point de vue d'un vieil officier retiré à Paris. Le lecteur apprend ainsi qu'il est né en Gascogne au début des années 1780 (il n'a que 25 ans dans Comment le brigadier s'empara de Saragosse). Dans Comment le brigadier alla jusqu'à Minsk et en revint, la revue des troupes du corps expéditionnaire de Crimée (1854–55) est l'ultime événement, chronologiquement parlant, de sa vie militaire ; dans La dernière aventure du brigadier Gérard, encore postérieure, Gérard est sur le point de retrouver sa Gascogne natale.
Gérard est d'abord affecté au 2e régiment de hussards (Hussards de Chamborant) en 1799, servant comme lieutenant puis capitaine en second. Il essuie les premiers feux à Marengo en Italie en 1800. Il est affecté comme capitaine au 3e Hussards de Conflans en 1807.
Gérard s'exprime dans un anglais un peu particulier, qu'il a appris d'un officier de la Brigade irlandaise. En 1810 il est promu colonel du 2e Hussards et sert en Espagne, au Portugal, en Italie, en Allemagne et en Russie. Il est fait Grand-Croix de la Légion d'honneur par Napoléon en personne en 1814.
Ses récits laissent de multiples lacunes sur sa vie privée, mais il n'est pas avare de confidences sur ses conquêtes féminines.

## Histoires

### Les Exploits du Brigadier Gérard
| Titre français                                                        | Titre d'origine                                                     | Publication    | Date/lieu fictif       |
| --------------------------------------------------------------------- | ------------------------------------------------------------------- | -------------- | ---------------------- |
| Comment le brigadier gagna la croix                                   | "How the Brigadier Won His Medal" ("The Medal of Brigadier Gerard") | Décembre 1894  | France, Mars 1814.     |
| Comment le brigadier marqua le roi                                    | "How the Brigadier Held the King"                                   | Avril 1895     | Espagne, Juillet 1810. |
| Comment le roi marqua le brigadier                                    | "How the King Held the Brigadier"                                   | Mai 1895       | Angleterre, Août 1810. |
| Comment le brigadier extermina les Frères d'Ajaccio                   | "How the Brigadier Slew the Brothers of Ajaccio"                    | Juin 1895      | Fontainebleau, 1807.   |
| Comment le brigadier visita le château des Ténèbres                   | "How the Brigadier Came to the Castle of Gloom"                     | Juillet 1895   | Pologne, Février 1807. |
| Comment le brigadier entra en campagne contre le maréchal Millefleurs | "How the Brigadier Took the Field Against the Marshal Millefleurs"  | Août 1895      | Portugal.              |
| Comment le brigadier fut tenté par le diable                          | "How the Brigadier Was Tempted by the Devil"                        | Septembre 1895 | Paris, Avril 1814.     |
| Comment le brigadier joua un royaume                                  | "How the Brigadier Played for a Kingdom"                            | Décembre 1895  | Allemagne, Mars 1813.  |

### Les Aventures du Brigadier Gérard
| Titre français                                                | Titre d'origine                                                                             | Publication          | Date/lieu fictif          |
| ------------------------------------------------------------- | ------------------------------------------------------------------------------------------- | -------------------- | ------------------------- |
| Comment le brigadier mit à mort le renard                     | "How the Brigadier Slew the Fox" ("The Crime of the Brigadier")                             | Janvier 1900         | Portugal, Décembre 1810.  |
| Comment le brigadier perdit son oreille                       | "How Brigadier Gerard Lost His Ear"                                                         | Août 1902            | Venise, vers 1805.        |
| Comment le brigadier sauva une armée                          | "How the Brigadier Saved the Army"                                                          | Novembre 1902        | Espagne, Mars 1811.       |
| Comment le brigadier alla jusqu'à Minsk et en revint          | "How the Brigadier Rode to Minsk"                                                           | Décembre 1902        | Russie, Novembre 1812.    |
| Comment le brigadier se comporta à Waterloo                   | "How the Brigadier Bore Himself at Waterloo" ("The Brigadier at Waterloo")                  | Janvier/Février 1903 | Belgique, Juin 1815.      |
| Comment le brigadier rencontra en Angleterre de nobles succès | "How the Brigadier Triumphed in Angleterre" ("The Brigadier in Angleterre")                 | Mars 1903            | Angleterre, Octobre 1810. |
| Comment le brigadier s'empara de Saragosse                    | "How the Brigadier Captured Saragossa" ("How the Brigadier Joined the Hussars of Conflans") | Avril 1903           | Espagne, 1809.            |
| La dernière aventure du brigadier Gérard                      | "The Last Adventure of the Brigadier" ("How Etienne Gerard Said Goodbye to His Master")     | Mai 1903             | 1821.                     |

### Autres histoires
| Titre français                 | Titre d'origine                 | Publication    | Date/lieu fictif          |
| ------------------------------ | ------------------------------- | -------------- | ------------------------- |
| Le Mariage du brigadier Gérard | "The Marriage of the Brigadier" | Septembre 1910 | France, 1802.             |
|                                | "A Foreign Office Romance"      | Novembre 1894  | Angleterre, Octobre 1801. |
| L'Oncle Bernac                 | "Uncle Bernac"                  | 1897           | France, 1805.             |

## Adaptations
Dans un épisode de la série télévisée, Zorro (Zorro se bat en duel, n° 51 ou saison 2 n° 12) apparaît un maitre d'armes, Monsieur Gérard, qui servit "Sa Majesté Napoléon".